# Volkswagen e-up!

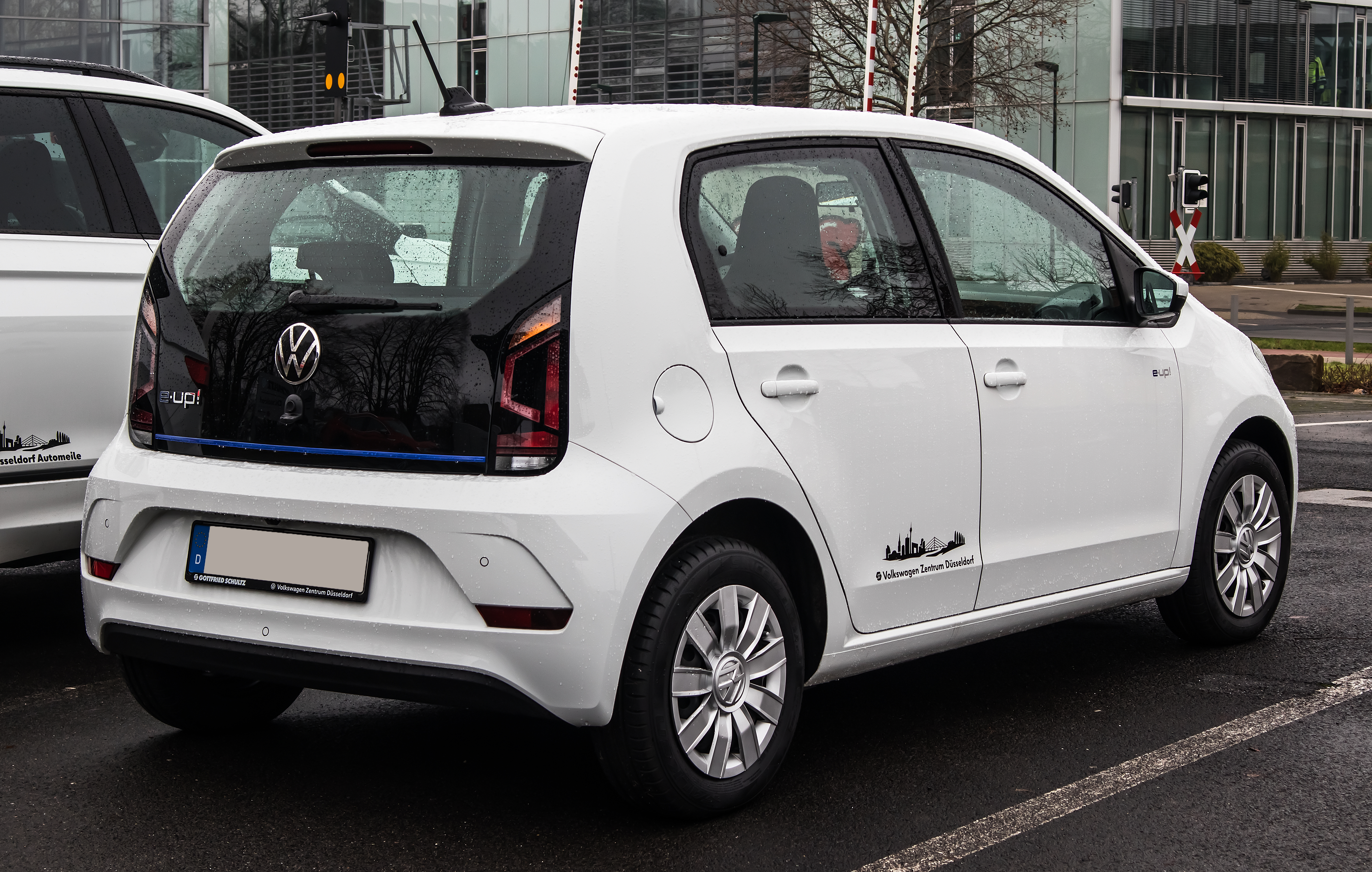

El Volkswagen e-up! es la versión eléctrica del Volkswagen up!, un automóvil de turismo del segmento A producido por el fabricante alemán Volkswagen. El vehículo se mostró en el Salón Internacional del Automóvil (IAA) de 2009 como un coche de concepto. El e-up! se puso a la venta a partir de octubre de 2013. El precio, antes de ayudas, es  de 26 900€.
El e-up! está orientado al uso urbano. Está construido de manera que tres adultos y un niño puede encontrar un lugar en él. El maletero ofrece 250 litros de espacio de carga. El peso en vacío del e-up! es 1139 kg y el peso de la batería 240 kg.

## Motor

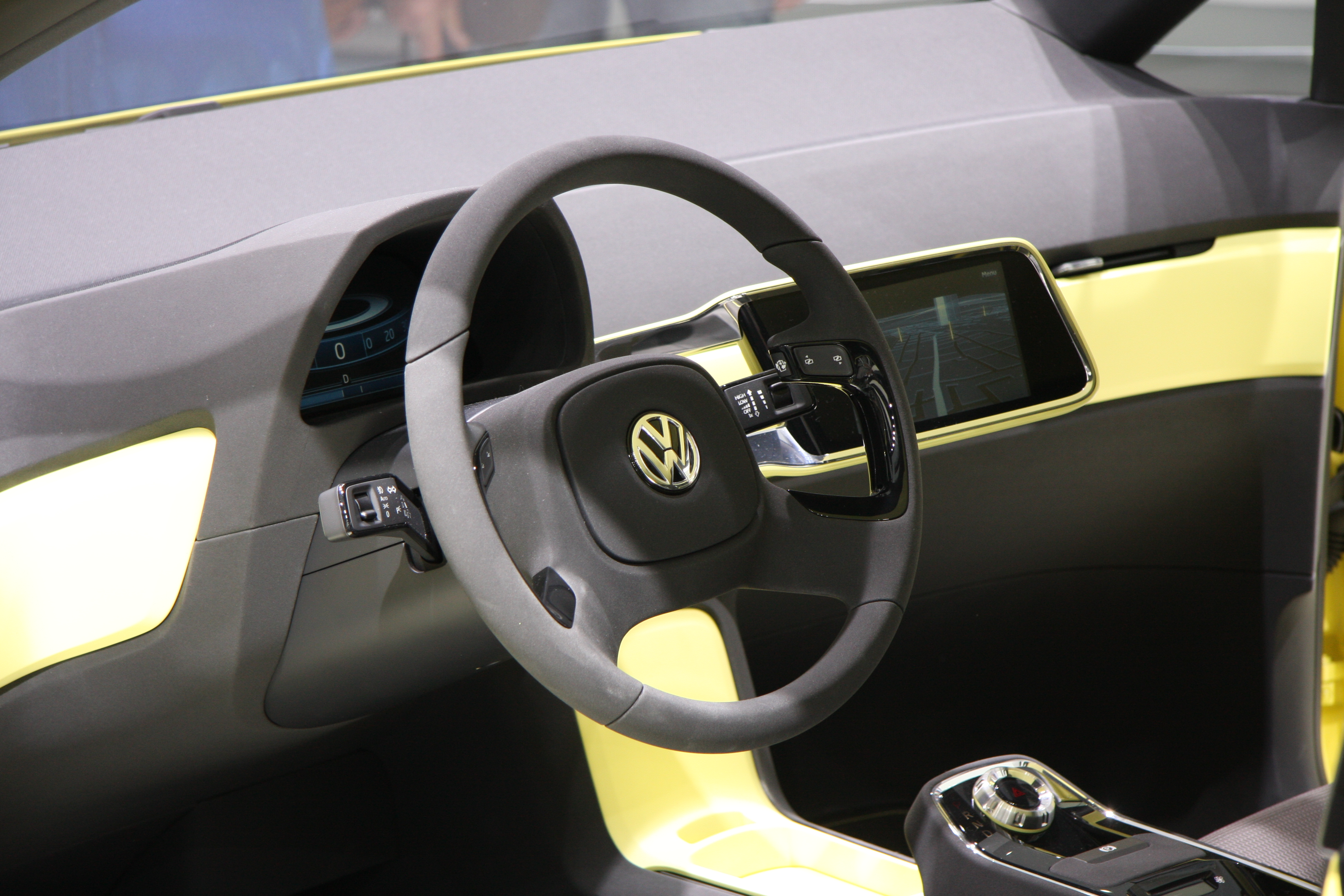
Cabina del VW E-Up!

El e-up! está propulsado por un motor eléctrico de 60 kW (82 CV) que mueve las ruedas. Proporciona un par motor de 210 Nm. La aceleración de 0 a 100 km / h, es de 11,3 segundos, La aceleración de 0 a 60 km/h es de 5 segundos.
A diferencia de los motores de combustión, los motores eléctricos suministran su par motor pleno ya desde el arranque.
El motor se fabrica a mano en Kassel para conseguir la máxima calidad. El motor usa un sistema de refrigeración exclusivo. La velocidad máxima es de 130 km/h. La caja de cambios es una caja reductora de una marcha adelante y una marcha atrás.

## Autonomía
Volkswagen afirma que tiene una autonomía aproximada de 160 km. El uso de la calefacción o la climatización disminuye la autonomía.
Las revistas especializadas otorgan una autonomía entre 120 km y 160 km en condiciones de conducción reales.
En Alemania los estudios del Ministerio de Transporte, Construcción y Desarrollo Urbano afirman que un 80% de los conductores alemanes conducen menos de 50 km al día.

## Batería de tracción
La batería de iones de litio se aloja bajo el banco del asiento trasero, así como en el túnel central de los bajos.
El paquete de baterías pesa 230 kg y se compone de 17 módulos, cada uno de 12 células. Las 204 células suman un voltaje de 374 V una capacidad de 18,7 kWh.
Las células pueden suministrar una potencia pico de 75 kW y una potencia constante de 35 kW.
El tamaño del paquete de baterías es de 1 726 mm de largo, 1 132 mm de ancho y 303 mm de alto.
Un sistema de refrigeración forzada por aire intenta un balance térmico constante.
Volkswagen ofrece una garantía de la batería de 8 años o 160 000 km (lo que suceda antes).
Volkswagen afirma que en el laboratorio las baterías alcanzan sin problemas 3 000 ciclos de carga completos.

## Módulo de electrónica de potencia
Este módulo pesa 10,5 kg y controla el flujo eléctrico entre el motor y la batería.
Cuando el motor propulsa el vehículo el módulo usa transistores de alta potencia para convertir la corriente continua DC almacenada en la batería a corriente alterna trifásica AC.
Cuando actúa el freno regenerativo la corriente alterna AC se convierte en continua DC para cargar la batería. La intensidad de corriente está limitada a 385 A.

## Convertidor DC/DC
El convertidor DC/DC de 2.5-kW integrado actúa como un transformador y es responsable de suministrar 12 V al circuito de bajo voltaje. Este circuito está completamente separado del circuito de alto voltaje.

## Recarga

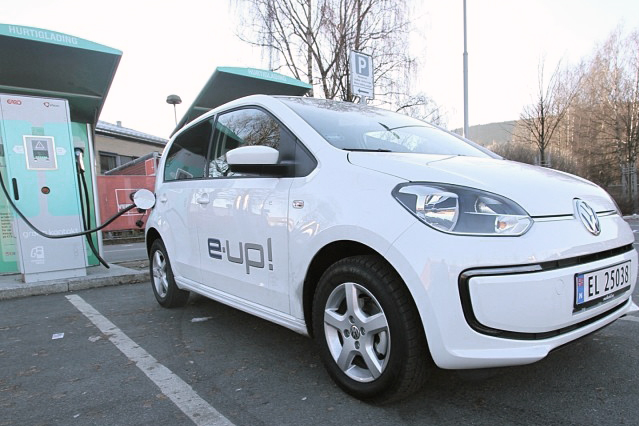
Recarga de un VW E-Up!

Pueden recargarse tanto en una estación de carga, como en un enchufe doméstico.
El conector del cargador es conforme al Sistema de Carga Combinada (CCS) y está ubicado en la parte posterior derecha de la tapa.
Según VW, la carga rápida CCS lleva la batería a un estado de carga del 80% en menos de 30 minutos.
La duración depende de dónde se cargue, la duración de la carga oscila entre menos de 30 minutos y hasta 12 horas
- Toma de corriente doméstica: de 10 a 12 horas con el cable suministrado. 230 V y 2.3 kW.
- Wallbox: de 6 a 8 horas con el aparato Wallbox que opcionalmente puede instalar en su garaje. 230 V y 3.6 kW.
- Estación de carga CCS: 30 minutos (hasta el 80%) en estaciones de recarga rápida. 40 kW.[7]

## Costes
Volkswagen cifra el coste para recorrer 100 km en €1,75 (partiendo de un precio del kilovatio-hora de €0,15). El consumo de 11,7 kWh, por cada 100 km lo acredita como el vehículo más eficiente de su clase.
Los costes de mantenimiento son muy reducidos ya que los automóviles eléctricos no necesitan cambio de aceite ni sufren averías de las bujías. Un motor eléctrico tiene unas 1 000 piezas menos que uno de gasolina.

## Conducción
Se maneja como un coche automático. Tiene pedal de acelerador y freno. La palanca permite seleccionar una marcha hacia adelante y una marcha atrás.
La intensidad del freno regenerativo es seleccionable por el conductor usando la palanca. Tiene 5 niveles: D (sin regeneración), D1, D2, D3, y B (regeneración máxima). La posición B casi permite conducir usando sólo el pedal del acelerador.
Las luces de freno se encienden cuando funciona el freno regenerativo aunque no se pise el pedal del freno.
Dispone de 3 perfiles de conducción: Normal, Eco, y Eco+. Al arrancar el coche se selecciona el modo Normal.
Modo Eco: La potencia máxima del motor se reduce a 50 kW. Se reduce la potencia del sistema de climatización. Se cambia la curva de respuesta del acelerador. La velocidad máxima se limita a 115 km/hs.
Modo Eco+: La potencia máxima del motor se reduce a 40 kW. Se apaga el sistema de climatización. Se cambia la curva de respuesta del acelerador. La velocidad máxima se limita a 90 km/h.
En los modos Eco y Eco+ el conductor puede sacar toda la potencia, par motor y velocidad máxima apretando a fondo el acelerador (kick-down).

## Aerodinámica
El coeficiente aerodinámico cD es de 0.308. Es un 4% menos que los otros Volkswagen up!.
La resistencia a la rodadura se optimizó reduciéndola en un 7%.

## Freno
Los coches eléctricos vienen equipados con dos sistemas de freno independientes: uno mecánico operado hidráulicamente y el freno regenerativo del motor eléctrico. La intensidad del freno regenerativo (par de frenado) no es constante y depende de la velocidad, la temperatura de la batería y su nivel de carga, por lo que el tacto del freno suele ser irregular. Volkswagen instala un servofreno electromecánico que compensa las fluctuaciones para ajustarlas al deseo del conductor. El objetivo secundario es que la mayor parte de la frenada la efectúe el freno regenerativo para maximizar la autonomía. La vida de las pastillas de freno y discos de freno es mucho más larga que en vehículos sin freno regenerativo.

## Servicios telemáticos
La aplicación para teléfonos inteligentes Car-Net e-Remote y la web Car-Net permiten realizar diversas funciones.
- Activar la climatización para que alcance una temperatura a una hora determinada. Depende de la temperatura exterior.
- Comenzar o parar el proceso de recarga de la batería.
- Visualizar el estado de carga, el progreso de la carga, el tiempo de carga y la autonomía calculada.
- Visualizar información de distancias recorridas, tiempos de viaje, consumo eléctrico del motor y otros aparatos como la climatización y la radio, uso del freno regenerativo.
- Preguntar por el estado del vehículo: cierre de puertas y maletero, luces encendidas o apagadas, cable de recarga conectado, nivel de carga de la batería, ubicación donde se aparcó por última vez (ubicación GPS en un mapa).[6]